# Wolfertschwenden
Wolfertschwenden là một đô thị ở huyện Unterallgäu bang Bayern, Đức.